# Agapitus Enuyehnyoh Nfon
Agapitus Enuyehnyoh Nfon, né le 11 février 1964 à Shisong (Kumbo), est un prélat catholique camerounais, premier évêque du diocèse de Kumba.

## Biographie
Il est ordonné prêtre 22 mars 1991. Le 8 avril 2011 il est nommé évêque auxiliaire de Bamenda et évêque titulaire d'Unizibira (de) par Benoît XVI. Le 15 mars 2016, le pape François le nomme évêque de Kumba, à la tête du diocèse qui vient d'être créé, par démembrement du diocèse de Buéa.